# Альбіньязего
Альбіньязего, Альбіньязеґо (італ. Albignasego, вен. Bignàxego) — муніципалітет в Італії, у регіоні Венето, провінція Падуя.
Альбіньязего розташоване на відстані близько 390 км на північ від Рима, 38 км на захід від Венеції, 7 км на південь від Падуї.
Населення — 25 365 осіб (2014).
Щорічний фестиваль відбувається 3 липня. Покровитель — святий Фома (апостол).

## Демографія
Населення за роками:

Станом на 1 січня 2023 року в муніципалітеті офіційно проживав 1661 іноземець з 76 країн, серед них 711 громадян країн Євросоюзу та 53 громадяни України.

## Сусідні муніципалітети
- Абано-Терме
- Казальсеруго
- Мазера-ді-Падова
- Падуя
- Понте-Сан-Ніколо